# Ким Ик Рёль
Ким Ик-рёль (김익렬) — офицер вооруженных сил Республики Корея, руководитель правительственных сил в провинции Чеджу в течение первого месяца восстания на Чеджу.

## История
Ким Ик Рёль родился в 1921 году в городе Хадон, провинция Кёнсаннам, Южная Корея. Во время Второй мировой войны он учился в японской военной академии и поступил в японские вооруженные силы в качестве старшего лейтенанта. После войны Ким поступил в английскую школу для изучения языка и окончил ее в 1946 году.
В сентябре 1947 года Ким в звании майора был направлен в седьмую бригаду 9-го полка. Этот полк поддерживал порядок в провинции Чеджу. В феврале 1948 года он получил звание полковника и возглавил 9-й полк.

## Роль в восстании на Чеджу
28 апреля 1948 года, почти через месяц после начала восстания на Чеджудо, Ким Ик Рёль попытался заключить перемирие с лидером вооруженных сил Южнокорейской трудовой партии (ТПЮК) на Чеджу Ким Даль Самом. Однако мирное соглашение не удалось, главным образом потому, что Ким Ик Рёль считал требования Ким Дал-Сам невыполнимыми:174:31. 6 мая 1948 года на посту командующего правительственными полицейскими силами на Чеджу Ким Ик Рёль был заменен полковником Пак Джин Гёном:175:31.

## Спустя годы
Ким служил в армии во время Корейской войны и после нее. В 1967 году он служил деканом Корейского национального военного колледжа. После ухода из армии Ким с мая 1979 года по февраль 1981 года занимал пост президента Кооперативной ассоциации корейской автомобильной промышленности. Он умер в декабре 1988 году и был похоронен на Южнокорейском национальном кладбище.